# Stylops californica
Stylops californica är en insektsart som beskrevs av Pierce 1909. Stylops californica ingår i släktet Stylops och familjen stekelvridvingar. Inga underarter finns listade i Catalogue of Life.